# Stöckach (Stuttgart)
Der Stöckach ist ein Stadtteil im Nordwesten des Stuttgarter Stadtbezirks Ost, dessen Name das erste Mal im Jahre 1334 erwähnt wurde und wohl auf die (Wurzel-)Stöcke oder Stumpen zurückgeht, die nach der Brandrodung auf den angelegten Wiesen südöstlich des unteren Nesenbachs noch lange erkennbar blieben. Der Stöckach grenzt im Osten und Südosten an die Stadtteile Berg und Ostheim, die ebenfalls im Stadtbezirk Ost liegen, sowie an die Stadtbezirke Mitte und Nord.

## Geschichte
Ab 1878 öffnete die neue Stöckachschule und 1888 legte der Verschönerungsverein, dort wo heute die Gebäude der Abfallwirtschaft Stuttgart (AWS) stehen, die erste Stuttgarter Eisbahn an, auf deren Gelände in der warmen Jahreszeit englische Familien ab 1890 Ballspiele veranstalteten, ab 1891 wurde auch Tennis gespielt. 1898 übernahm die Stadt die Anlage und baute sie zu einem Sportplatz aus, zu dem auch ein repräsentatives „Unterkunftshaus“ gehörte. Hier entstand im Jahre 1893 der Fußballverein Stuttgart, der Vorläufer des VfB Stuttgart, dem der Club sein „1893“ im Namen verdankt.

## Weblink
- Ulrich Gohl: Stadtteil Stöckach. MUSE-O, Museumsverein Stuttgart-Ost e. V., abgerufen am 18. Dezember 2022.